# 개릿 웨버게일
개릿 웨버게일(영어: Garrett Weber-Gale, 1985년 8월 6일 ~ )은 미국의 수영 선수이다. 2008년 베이징 올림픽에서 두 개의 금메달을 땄다.

## 수영 경력
그는 2008년 올림픽 미국 예선 100m 자유형과 50m 자유형에서 각각 47.92초와 21.47초로 우승했다.
웨버게일은 2008년 하계 올림픽에서 400m 자유형 계주 팀의 일원이었다.

## 같이 보기
- 올림픽 수영 남자 메달리스트 목록
- 수영 계영 400m 세계 기록 추이
- 수영 혼계영 400m 세계 기록 추이